# اریک تورنتون
اریک تورنتون (انگلیسی: Eric Thornton; ۵ ژوئیهٔ ۱۸۸۳ – ۲۶ نوامبر ۱۹۴۵) بازیکن فوتبال اهل بلژیک بود.
وی به‌همراه تیم ملی فوتبال بلژیک به مقام سوم بازی‌های المپیک تابستانی ۱۹۰۰ رسیده‌است.